# Richard au pays des livres magiques
Pour les articles homonymes, voir The Pagemaster.
Pour plus de détails, voir Fiche technique et Distribution.
Richard au pays des livres magiques ou Richard et le Secret des livres magiques au Québec (The Pagemaster) est un film américain réalisé par Pixote Hunt (sous le nom de Maurice Hunt) et Joe Johnston et sorti en 1994. Il s'agit d'un long métrage mêlant animation (2D et 3D) et prises de vues réelles.
Le film reçoit à sa sortie des critiques mitigées et ne rencontre pas le succès auprès du public. Cependant, il obtient une réhabilitation avec le temps.

## Synopsis
Richard Tyler (Macaulay Culkin) est un jeune garçon timide âgé de 10 ans, binoclard, très peureux et assez solitaire. Il est le souffre-douleur des autres enfants. Pour se protéger d'un orage, il pénètre un jour dans une bibliothèque déserte. Il se retrouve alors entraîné dans un univers animé et féerique sous la houlette du bibliothécaire, M. Dewey (Christopher Lloyd). Dans ce monde surnaturel, les personnages légendaires des classiques de la littérature prennent vie. Richard fait la connaissance du tristement célèbre Dr Jekyll et M. Hyde, rencontre Moby Dick, côtoie les fourbes pirates de L'Île au trésor et affronte un gigantesque dragon cracheur de flammes. Guidé par un trio de livres parlants, l'Aventure, la Fantaisie et l'Horreur, Richard doit vaincre ses pires craintes s'il espère revenir dans son monde.

## Fiche technique
Sauf indication contraire, les informations mentionnées dans cette section peuvent être confirmées par la base de données cinématographiques IMDb,  présente dans la section « Liens externes ».
- Titre original : The Pagemaster
- Titre français : Richard au pays des livres magiques
- Titre québécois : Richard et le Secret des livres magiques
- Réalisation  : Pixote Hunt (crédité Maurice Hunt - animation) et Joe Johnston (prises de vues réelles)
- Scénario : David Casci, David Kirschner et Ernie Contreras
- Musique : James Horner
- Photographie : Alexander Gruszynski (prises de vues réelles)
- Montage : Kaja Fehr
- Décors : Gay Lawrence, Roy Forge Smith (prises de vues réelles) et Valerio Ventura
- Costumes : Robin Lewis-West
- Animation : Bruce W. Smith (superviseur)
- Production : Paul Gertz, Michael R. Joyce, David Kirschner, Helene Plotkin et Barry Weiss
- Sociétés de production : Turner Pictures et Twentieth Century Fox
- Pays de production :  États-Unis
- Langue originale : anglais
- Format : Couleur - 1.85:1 - DTS / Dolby Digital - 35 mm
- Genre : aventures, fantasy, animation
- Durée : 80 minutes, 75 minutes (version française)
- Dates de sortie :
  - États-Unis : 23 novembre 1994
  - France : 15 février 1995

## Distribution
- Macaulay Culkin (VF : Hugo Harrison et VQ : Sébastien Thouny)[1] : Richard Tyler
- Ed Begley Jr. (VF : Philippe Vincent et VQ : Carl Béchard) : Alan Tyler, le père de Richard
- Mel Harris (VF : Frédérique Tirmont et VQ : Hélène Mondoux) : Claire Tyler, la mère de Richard
- Christopher Lloyd (VF : Robert Party et VQ : Jean-Louis Millette) : Monsieur Dewey, le bibliothécaire

### Voix des personnages

#### Voix originales
- Patrick Stewart : Aventure
- Whoopi Goldberg : Fantaisie
- Frank Welker : Horreur / Dragon
- Leonard Nimoy : Docteur Jekyll et M. Hyde
- George Hearn : le capitaine Achab
- Jim Cummings : Long John Silver
- Richard Erdman, Dorian Harewood et Robert Picardo : les pirates jamaïcains
- Ed Gilbert : George Merry

### Voix québécoises
- Ronald France : Aventure
- Anne Caron : Fantaisie
- Bernard Fortin : Horreur / Dragon
- Pierre Chagnon : Docteur Jekyll et M. Hyde
- Yves Massicotte : le capitaine Achab
- Edgar Fruitier : Long John Silver

## Production
Le tournage a lieu en Californie : à Los Angeles (notamment son musée d'histoire naturelle du comté de Los Angeles) et à Arcadia.
Côté animation, le film est l'un des premiers à mixer animation traditionnelle et animation 3D, même si une bonne partie est réalisée en prises de vues réelles.
Le réalisateur Joe Johnston a en partie désavoué le film car il ne valide pas le montage final voulu par le studio. De nombreuses scènes ont ainsi été coupées. Ainsi, le Monstre de Frankenstein, qui était visible dans certains aperçus du film avant sa sortie, est absent du montage final.

## Bande originale
- Dream Away, interprété par Babyface et Lisa Stansfield
- Whatever You Imagine, interprété par Wendy Moten
- Main Title
- A Stormy Ride to the Library
- The Library, The Pagemaster
- Meeting Adventure and Fantasy
- Horror
- Dr Jekyll and M.. Hyde
- A Narrow Escape
- Towards the Open Sea
- "Pirates"!
- Loneliness
- The Flying Dragon
- Swallowed Alive!, The Wonder In Books
- New Courage, The Magic of Imagination

## Accueil
Le film reçoit des critiques globalement négatives. Sur l'agrégateur américain Rotten Tomatoes, il récolte 21% d'opinions favorables pour 19 critiques et une note moyenne de 4,4⁄10. Le célèbre critique Roger Ebert du Chicago Sun-Times critique le message du film et le qualifie de « film triste et morne ». Brian Lowry de Variety écrit que le principal attrait du film pour les adultes serait sa durée très courte, et qu'il n'utilise pas assez les personnages de fiction. Dans The Washington Post, Rita Kempley écrit une critique positive et le qualifiant de « fantaisie pour enfants magnifiquement originale sur le monde des livres ».
Le film ne rencontre pas de succès commercial. Aux États-Unis, il n'enregistre que 13 670 688 $ au box-office. En France, il n'attire que 468 030 spectateurs dans les salles.

## Distinctions
- Nomination au prix du meilleur film lors du festival Fantasporto en 1995.
- Nomination au prix du pire acteur pour Macaulay Culkin lors des Razzie Awards en 1995.
- Nomination au Grammy Award de la meilleure chanson composée spécialement pour un film (James Horner, Barry Mann et Cynthia Weil), pour Whatever You Imagine en 1996.

## Vidéo
Le film est n'a jamais été édité en DVD et Blu-ray en France. En revanche, des éditions avec le doublage québécois sont disponibles en Amérique du Nord. Le film a été diffusé en VF le 21 décembre 2015 sur la chaine Gulli.

## Clin d’œil
Le nom de M. Dewey, personnage interprété par Christopher Lloyd, est inspiré de Melvil Dewey, bibliothécaire américain ayant conçu un système de classement des livres, la classification décimale de Dewey.

## Jeu vidéo
Le film est adapté en jeu vidéo la même année.